# Bednárec
Bednárec – wieś i gmina w Czechach, w powiecie Jindřichův Hradec, w kraju południowoczeskim. Według danych z dnia 1 stycznia 2014 liczyła 109 mieszkańców.
We wsi jest przystanek kolejowy Bednárec.